# Baphia angolensis
Baphia angolensis är en ärtväxtart som beskrevs av John Gilbert Baker. Baphia angolensis ingår i släktet Baphia och familjen ärtväxter. Inga underarter finns listade i Catalogue of Life.